# Демографија Војводине
Демографија Војводине обухвата приказ демографске структуре Аутономне Покрајине Војводине. Према попису из 2022. године, Војводина има 1.740.230 становника.

## Становништво Војводине у старом веку
Пре римског освајања, на подручју данашње Војводине су живели индоевропски народи илирског, трачко-дачког и келтског порекла. Од илирских (панонских) племена, овде су живели Амантини и Бреуци, од трачко-дачких племена Агатирзи, Гети, Дачани и Синги, а од келтских племена Скордисци, Боји и Ерависци. Касније се досељавају Римљани, Сармати и Готи. Од сарматских племена, овде су живели Јазиги, Роксолани и Лимигани.

## Становништво Војводине у средњем веку
За време Велике сеобе народа, на подручју данашње Војводине је у периоду од 5. до 7. века дошло до значајних демографских промена, које су се огледале у досељавању Авара и Словена. У време доласка Мађара у Панонску низију (896. године), ову регију су насељавали искључиво Словени.
- Словени на подручју данашње Војводине у 6. веку
- Словени на подручју данашње Војводине у 6-10. веку
- Словени на подручју данашње Војводине у 6-7. веку
- Етнички састав територије данашње Војводине у 6-8. веку
- Словени на подручју данашње Војводине у 7-8. веку
- Верска мапа територије данашње Војводине у време Великог раскола 1054. године
- Верска мапа територије данашње Војводине у 14. веку.

## Становништво Војводине од 16. до 18. века
У време успостављања турске власти (1521—1552) на подручју Војводине је дошло до значајних демографских промена, које су посведочене подацима из турских пописних дефтера. У време османске управе, од 16. до почетка 18. века, Срби су чинили апсолутну већину становништва на подручју данашње Војводине.
1690. године, у Војводини (без Срема) живело је око 210.000 Срба. У ово време, готово целокупно становништво региона чинили су Срби, уз које је живео и мањи број Шокаца.
- Етничко-верски састав становништва већих градова у Војводини током османске управе (16—17. век)
- Верска мапа територије данашње Војводине у 16-17. веку.
- Етничко подручје Јужних Словена у Панонској низији између 16. и 18. века (према Јовану Цвијићу и др Душану Ј. Поповићу)

## Становништво Војводине током 19. и почетком 20. века
У овом периоду израђен је читав низ карата које су приказивале тадашњу демографску ситуацију на просторима данашње Војводине. На некима од ових карата постоје извесни пропусти и грешке, тако да ове карте на појединим местима не приказују стварни састав становништва на одређеним подручјима.
- Етничка карта Војводине 1867. године
- Етничка карта Војводине 1868. године
- Етничка карта Војводине 1876. године
- Етничка карта Војводине 1880. године
- Етничка карта Војводине 1892. године
- Словени у Војводини 1900. године
- Језички састав становништва Војводине 1911. године
- Етничка карта Војводине 1914. године
- Етничка карта Војводине 1917. године
- Етничка карта Војводине 1918. године

## Пописи становништва у Хабзбуршкој монархији
Након ослобођења Бачке и Горњег Срема (1699), односно Баната и Доњег Срема (1718) од турске власти, Хабзбуршка монархија је на тим подручјима спровела неколико пописа.

### Бачка- Попис становништва1715. године
Према аустријском попису у Бачкој из 1715. године, Срби, Буњевци и Шокци су чинили 97,6% становништва региона. У целом попису нађено је само 40 старешина домова који нису били Јужни Словени.
- Етнички састав становништва Бачке 1715. године

### Бачка- Попис становништва1720. године
Попис у Бачкој из 1720. године, забележио је да у региону живи 104.569 становника, од чега:
| народност       | број    | %   |
| Срби            | 76.000  | 73  |
| Буњевци и Шокци | 22.000  | 21  |
| Мађари          | 5.019   | /   |
| Немци           | 750     | /   |
| укупно          | 104.569 | 100 |

- Етнички састав становништва Бачке 1720. године

### Банат- Пописи становништва после1718. године
После Пожаревачког мира из 1718. године, први аустријски попис у Банату, забележио је око 20.000 становника, углавном Срба.
- Етнички састав становништва Баната 1743. године
- Етнички састав становништва Баната 1774. године

### Бачка- Попис становништва1820. године
Становништво Бачке, 1820. године:
| народност             | број    | %   |
| Срби, Буњевци и Шокци | 170.942 | 44  |
| Мађари                | 121.688 | 31  |
| Немци                 | 91.016  | 23  |
| укупно                | 387.914 | 100 |

### Попис становништва1880. године
| језик                         | број      | %    |
| српски                        | 416.116   | 35,5 |
| немачки                       | 285.920   | 24,4 |
| мађарски                      | 265.287   | 22,6 |
| хрватски, буњевачки и шокачки | 72.486    | 6,2  |
| румунски                      | 69.668    | 5,9  |
| словачки                      | 43.318    | 3,7  |
| русински и украјински         | 9.299     | 0,8  |
| остали                        | 10.635    | 0,9  |
| укупно                        | 1.172.729 | 100  |

### Попис становништва1890. године
| језик                         | број      | %    |
| српски                        | 457.873   | 34,4 |
| мађарски                      | 324.430   | 24,4 |
| немачки                       | 321.563   | 24,2 |
| хрватски, буњевачки и шокачки | 80.404    | 6    |
| румунски                      | 73.492    | 5,5  |
| словачки                      | 49.834    | 3,7  |
| русински и украјински         | 11.022    | 0,8  |
| остали                        | 12.525    | 1    |
| укупно                        | 1.331.143 | 100  |

### Попис становништва1900. године

#### Језички састав
| језик                         | број      | %    |
| српски                        | 483.176   | 33,7 |
| мађарски                      | 378.634   | 26,4 |
| немачки                       | 336.430   | 23,5 |
| хрватски, буњевачки и шокачки | 80.901    | 5,6  |
| румунски                      | 74.718    | 5,2  |
| словачки                      | 53.832    | 3,8  |
| русински и украјински         | 12.663    | 0,9  |
| остали                        | 12.394    | 0,9  |
| укупно                        | 1.432.748 | 100  |

#### Верски састав
| религија       | број      | %    |
| Католицизам    | 679.533   | 47,4 |
| Православље    | 556.128   | 38,8 |
| Протестантизам | 152.980   | 10,7 |
| Јудаизам       | 23.510    | 1,7  |
| остали         | 20.597    | 1,4  |
| укупно         | 1.432.748 | 100  |

### Попис становништва1910. године
Последњи попис становништва у Аустроугарској одржан је 1910. године. Овај попис није бележио етничку припадност, па ни искључиво матерњи језик становништва, већ „најчешће говорен језик“, тако да резултати пописа преувеличавају број говорника мађарског језика с обзиром да је ово био званични језик у то време и многи грађани којима мађарски није био матерњи су изјавили да га најчешће користе у свакодневној комуникацији.

#### Језички састав
| језик                         | број      | %    |
| српски                        | 510.754   | 33,8 |
| мађарски                      | 425.672   | 28,1 |
| немачки                       | 324.017   | 21,4 |
| хрватски, буњевачки и шокачки | 91.016    | 6    |
| румунски                      | 75.318    | 5    |
| словачки                      | 56.690    | 3,7  |
| русински и украјински         | 13.497    | 0,9  |
| остали                        | 16.019    | 1,1  |
| укупно                        | 1.512.983 | 100  |

| Језичке карте Војводине 1910. |        |          |         |          |          |
| Језички састав                | Српски | Мађарски | Немачки | Румунски | Словачки |
|                               |        |          |         |          |          |

- Језички састав становништва Војводине по насељима 1910. године
- Језички састав становништва Војводине по насељима 1910. Напомена: мапа рађена на основу података о говорном језику са пописа из 1910. године и не подудара се са бројношћу етничких група у појединим местима (Новом Саду, Зрењанину, Суботици, итд), будући да су се неким језицима (у првом реду мађарским) служили припадници различитих етничких група (Мађари, Јевреји, Буњевци, итд.)
- Језички састав становништва Војводине по општинама 1910. (територијална организација из 2011). Лингвистички подаци из 1910. године не подударају се у потпуности са етничким саставом приказаних територија, будући да су мађарским језиком говорили припадници неколико етничких група (Мађари, Јевреји, Буњевци, итд).
- Мађаризација Војводине, 1720-1910

#### Верски састав
| религија       | број      | %    |
| Католицизам    | 719.471   | 47,5 |
| Православље    | 593.215   | 39,1 |
| Протестантизам | 160.221   | 10,6 |
| Јудаизам       | 22.218    | 1,5  |
| остали         | 20.179    | 1,3  |
| укупно         | 1.515.304 | 100  |

| Верске карте Војводине 1910. |             |           |            |               |               |
| Верски састав                | Православна | Католичка | Лутеранска | Калвинистичка | Гркокатоличка |
|                              |             |           |            |               |               |

## Пописи становништва након 1918. године
Стварањем Краљевине Срба, Хрвата и Словенаца (1918) и дефинисањем државних граница према суседним државама (Румунија и Мађарска), означен је почетак новог раздобља у демографској историји Војводине.

### Попис становништва 1921. године
Први попис становништва у Краљевини СХС спроведен је 31. јануара 1921. године, а резултати пописа су објављивани сукцесивно, у периоду од 1924. до 1932. године.

#### Језички састав
| језик                         | број      | %    |
| српски                        | 533.466   | 34,9 |
| мађарски                      | 363.450   | 23,8 |
| немачки                       | 335.902   | 22   |
| хрватски, буњевачки и шокачки | 129.788   | 8,5  |
| румунски                      | 67.675    | 4,4  |
| словачки                      | 59.540    | 3,9  |
| русински и украјински         | 13.644    | 0,9  |
| остали                        | 24.773    | 1,6  |
| укупно                        | 1.528.238 | 100  |

#### Верски састав
| религија       | број      | %    |
| Католицизам    | 724.958   | 47,2 |
| Православље    | 611.940   | 39,8 |
| Протестантизам | 159.182   | 10,4 |
| Јудаизам       | 19.528    | 1,3  |
| Ислам          | 1.870     | 0,1  |
| остали         | 18.316    | 1,2  |
| укупно         | 1.535.794 | 100  |

### Попис становништва 1931. године

#### Језички састав
| језик                         | број      | %    |
| српски                        | 613.910   | 37,8 |
| мађарски                      | 376.176   | 23,2 |
| немачки                       | 328.631   | 20,2 |
| хрватски, буњевачки и шокачки | 132.517   | 8,2  |
| остали                        | 172.924   | 10,6 |
| укупно                        | 1.624.158 | 100  |

Према другим подацима, у Војводини је било укупно 1.739.735 становника, који су говорили следеће језике:
- српски, хрватски, словеначки, и македонски - 813.274 (46,75%)
- остали словенски - 99.227 (5,70%)
- мађарски - 391.720 (22,52%)
- немачки - 358.604 (20,61%)
- арнаутски - 642
- остали - 76.268 (4,38%)

- Језици у Војводини 1931. године
- Језици у Војводини 1931. године

#### Верски састав
| религија       | број      | %    |
| Католицизам    | 727.213   | 44,8 |
| Православље    | 689.296   | 42,4 |
| Протестантизам | 158.280   | 9,8  |
| Ислам          | 1.654     | 0,1  |
| остали         | 47.715    | 2,9  |
| укупно         | 1.624.158 | 100  |

Напомена: на попису из 1931. године је било и 21.000 (или 1%) Јевреја
Према другим подацима, у Војводини је било укупно 1.739.735 становника, подељених у следеће вероисповести:
- Католичка - 789.183 (45,36%)
- Православна - 727.049 (41,79%)
- Евангеличка - 171.831 (9,88%)
- Исламска - 1.884 (0,11%)
- остали - 49.788 (2,86%)

| Верске карте Војводине 1931. |             |           |             |               |
| Верски састав                | Православна | Католичка | Евангеличка | Гркокатоличка |
|                              |             |           |             |               |

### Попис становништва 1941. године
Напомена: подаци са пописа становништва у Бачкој из 1941. године, који је обављен у време мађарске окупације, комбиновани су овде са подацима са пописа у Банату и Срему из 1931.
| језик                         | број      | %    |
| српски                        | 577.067   | 35,3 |
| мађарски                      | 465.920   | 28,5 |
| немачки                       | 318.259   | 19,4 |
| хрватски, буњевачки и шокачки | 105.810   | 6,5  |
| остали                        | 169.311   | 10,3 |
| укупно                        | 1.636.367 | 100  |

### Попис становништва 1948. године
Приликом спровођења пописа из 1948. године, извршено је неколико политички мотивисаних захвата у области прикупљања и обраде пописних података. Тако су у заједничку (обједињену) категорију сврстани Русини и Украјинци, док је слободно изјашњавање онемогућено Буњевцима и Шокцима, који су на основу посебне одлуке из 1945. године подведени под Хрвате.
Укупно - 1.663.212
| - Срби - 841.246 (50,6%) - Мађари - 428.932 (25,8%) - Хрвати (са прибројаним Буњевцима и Шокцима) - 134.232 (8,1%) - Словаци - 72.032 (4,3%) - Румуни - 59.263 (3,6%) - Немци - 31.821 (1,9%) - Црногорци - 30.589 (1,9%) - Русини и Украјинци - 22.083 (1,3%) - Македонци - 9.090 (0,5%) |  | - Роми - 7.585 (0,4%) - Словенци - 7.223 (0,4%) - Руси - 5.148 (0,3%) - Чеси - 3.976 (0,3%) - Бугари - 3.501 (0,2%) - Југословени - 1.050 (0,1%) - остали - 5.441 (0,3%) |  |  |  |  |

| Етничке карте Војводине 1948. |      |        |                                            |         |        |       |           |                    |
| Етнички састав                | Срби | Мађари | Хрвати, са прибројаним Буњевцима и Шокцима | Словаци | Румуни | Немци | Црногорци | Русини и Украјинци |
|                               |      |        |                                            |         |        |       |           |                    |

### Попис становништва 1953. године
Приликом спровођења пописа из 1953. године, поново су извршени разни (политички мотивисани) захвати у области прикупљања и обраде пописних података. Тако су Русини и Украјинци приликом обраде пописних података поново сврстани у заједничку (обједињену) категорију, док су Буњевци и Шокци поново подведени под Хрвате.

#### Етнички састав
| народност                                  | број      | %    |
| Срби                                       | 865.538   | 50,9 |
| Мађари                                     | 435.179   | 25,6 |
| Хрвати, са прибројаним Буњевцима и Шокцима | 127.027   | 7,5  |
| Словаци                                    | 71.153    | 4,2  |
| Румуни                                     | 57.218    | 3,4  |
| Црногорци                                  | 30.516    | 1,8  |
| Русини и Украјинци                         | 23.038    | 1,4  |
| Македонци                                  | 11.622    | 0,7  |
| остали                                     | 78.254    | 4,6  |
| укупно                                     | 1.699.545 | 100  |

- Мађари у Војводини (1953)
- Хрвати у Војводини, са прибројаним Буњевцима и Шокцима (1953)
- Црногорци у Војводини (1953)
- Румуни у Војводини (1953)
- Словаци у Војводини (1953)

#### Верски састав
| религија       | број      | %    |
| Православље    | 775.722   | 45,3 |
| Католицизам    | 561.617   | 32,8 |
| Протестантизам | 105.173   | 6,2  |
| Ислам          | 3.254     | 0,2  |
| Јудаизам       | 651       | /    |
| остали         | 266.202   | 15,5 |
| укупно         | 1.712.619 | 100  |

### Попис становништва 1961. године
Приликом спровођења пописа из 1961. године, настављено је са праксом из претходних пописа (1948, 1953), тако да су поново извршени разни (политички мотивисани) захвати у области прикупљања и обраде пописних података. И овога пута, Русини и Украјинци су приликом обраде података сврстани у заједничку (обједињену) категорију, док су Буњевци и Шокци поново подведени под Хрвате.
Укупно - 1.854.965
| - Срби - 1.017.713 (54,86%) - Мађари - 442.560 (23,86%) - Хрвати, са прибројаним Буњевцима и Шокцима - 145.341 (7,84%) - Словаци - 72.830 (3,93%) - Румуни - 57.259 (3,09%) - Црногорци - 34.782 (1,88%) - Русини и Украјинци - 24.548 (1,3%) - Македонци - 15.190 (0,82%) - Словенци - 5.633 (0,30%) |  | - Бугари - 3.852 (0,21%) - Југословени - 3.174 (0,17%) - Чеси - 3.086 (0,17%) - Албанци - 1.995 (0,11%) - Муслимани - 1.630 (0,09%) - Турци - 953 (0,05%) - Италијани - 214 (0,01%) - Остали и непознато - 47.753 (2,57%) - (међу "Осталима" су и Роми - 3.312) |  |  |  |  |

| Етничке карте Војводине 1961. по насељима |      |        |                                            |           |         |        |                    |
| Етнички састав                            | Срби | Мађари | Хрвати, са прибројаним Буњевцима и Шокцима | Црногорци | Словаци | Румуни | Русини и Украјинци |
|                                           |      |        |                                            |           |         |        |                    |

- Етнички састав Војводине по насељима 1961. године
- Удео Мађара у Војводини по насељима 1961. године

### Попис становништва 1971. године
Приликом спровођења пописа из 1971. године, исправљена је ранија погрешна пракса, која се манифестовала током претходних пописа (1948, 1953, 1961), када су Русини и Украјинци сврставани у заједничку пописну категорију, тако да су подаци за та два народа овога пута приказани одвојено. Насупрот томе, Буњевци и Шокци су поново подведени под Хрвате.
Укупно - 1.952.533
| - Срби - 1.089.132 (55,78%) - Мађари - 423.866 (21,71%) - Хрвати, са прибројаним Буњевцима и Шокцима - 138.561 (7,09%) - Словаци - 72.795 (3,73%) - Румуни - 52.987 (2,71%) |  | - Југословени - 46.928 (2,40%) - Црногорци - 36.416 (1,87%) - Русини - 20.109 (1,03%) - Македонци - 16.527 (0,85%) - Роми - 7.760 (0,40%) |  | - Немци - 7.243 (0,4%) - Словенци - 4.639 - Муслимани - 3.491 - Албанци - 3.086 |  |  |  |  |

| Етничке карте Војводине 1971. по насељима |      |        |                                            |             |           |
| Етнички састав                            | Срби | Мађари | Хрвати, са прибројаним Буњевцима и Шокцима | Југословени | Црногорци |
|                                           |      |        |                                            |             |           |

### Попис становништва 1981. године
Приликом спровођења пописа из 1981. године, слободно изјашњавање поново није дозвољено Буњевцима и Шокцима, који су и овога пута подведени под Хрвате.
Укупно - 2.034.772
| - Срби - 1.107.375 (54,42%) - Мађари - 385.356 (18,94%) - Југословени - 172.219 (8,46%) - Хрвати, са прибројаним Буњевцима и Шокцима - 109.203 (5,37%) - Словаци - 69.549 (3,42%) |  | - Румуни - 47.289 (2,32%) - Црногорци - 43.304 (2,13%) - Русини - 24.306 (1,19%) - Роми - 19.693 (0,97%) - Македонци - 18.897 (0,93%) |  | - Муслимани - 4.930 (0,24%) - Албанци - 3.814 (0,19%) - Немци - 3.808 (0,2%) - Словенци - 3.456 (0,17%) |  |  |  |  |

| Етничке карте Војводине 1981. по насељима |      |        |             |                                            |         |        |           |
| Етнички састав                            | Срби | Мађари | Југословени | Хрвати, са прибројаним Буњевцима и Шокцима | Словаци | Румуни | Црногорци |
|                                           |      |        |             |                                            |         |        |           |

### Попис становништва 1991. године
Приликом спровођења пописа из 1991. године, исправљена је ранија погрешна пракса, која се манифестовала током претходних пописа (1948, 1953, 1961, 1971, 1981), када су Буњевци и Шокци подвођени под Хрвате, тако да је припадницима буњевачке и шокачке заједницама овога пута омогућено да се слободно изјасне о својој етничкој припадности.

#### Етнички састав
Укупно - 2.012.517
| - Срби - 1.151.353 (57,2%) - Мађари - 340.946 (16,9%) - Југословени - 168.859 (8,4%) - Хрвати - 74.226 (3,7%) - Словаци - 63.941 (3,2%) - Црногорци - 44.721 (2,2%) |  | - Румуни - 38.832 (1,9%) - Роми - 24.895 (1,2%) - Буњевци - 21.552 (1,1%) - Русини - 17.889 (0,9%) - Македонци - 16.641 (0,8%) - Муслимани - 6.079 (0,3%) |  | - Албанци - 2.959 (0,2%) - Словенци - 2.563 (0,1%) - Украјинци - 2.057 (0,1%) - Шокци - 1.866 (0,1%) - остали - 33.140 (1,7%) |  |  |

| Етничке карте Војводине 1991. по насељима |      |        |             |        |         |        |           |
| Етнички састав                            | Срби | Мађари | Југословени | Хрвати | Словаци | Румуни | Црногорци |
|                                           |      |        |             |        |         |        |           |

- Етнички састав Војводине по насељима 1991. године

#### Верски састав
Укупно - 2.013.889
- Православна - 1.170.694 (58,13%)
- Католичка - 458.683 (22,78%)
- Протестантска - 78.925 (3,92%)
- Исламска - 9.775 (0,49%)
- Јудаистичка - 284 (0,01%)
- Непознато - 211.345

| Верске карте Војводине 1991. |             |           |               |
| Верски састав                | Православна | Католичка | Протестантска |
|                              |             |           |               |

- Верски састав Војводине по насељима 1991. године

### Попис становништва 2002. године

#### Етнички састав
| народност            | број      | %     |
| укупно               | 2.031.992 | 100   |
| Срби                 | 1.321.807 | 65,05 |
| Мађари               | 290.207   | 14,28 |
| Словаци              | 56.637    | 2,79  |
| Хрвати               | 56.546    | 2,78  |
| Југословени          | 49.881    | 2,45  |
| Црногорци            | 35.513    | 1,75  |
| Румуни               | 30.419    | 1,5   |
| Роми                 | 29.057    | 1,43  |
| Буњевци              | 19.766    | 0,97  |
| Русини               | 15.626    | 0,77  |
| Македонци            | 11.785    | 0,58  |
| Украјинци            | 4.635     | 0,23  |
| Муслимани            | 3.634     | 0,18  |
| Немци                | 3.154     | 0,16  |
| Словенци             | 2.005     | 0,1   |
| Албанци              | 1.695     | 0,08  |
| Бугари               | 1.658     | 0,08  |
| Чеси                 | 1.648     | 0,08  |
| Руси                 | 940       | 0,05  |
| Горанци              | 606       | 0,03  |
| Бошњаци              | 417       | 0,02  |
| Власи                | 101       | 0     |
| остали               | 5.311     | 0,26  |
| регионални идентитет | 10.154    | 0,5   |
| неизјашњени          | 55.016    | 2,71  |
| непознато            | 23.774    | 1,17  |

- Етнички састав Војводине по насељима 2002. године
- Етнички састав Војводине по насељима 2002. године
- Етнички састав Војводине по насељима 2002. Године (сви Словени су урачунати заједно)
- Етнички састав становништва Војводине 2002. године - подаци по насељима
- Удео Срба у Војводини по насељима 2002. године
- Удео Мађара у Војводини по насељима 2002. године
- Удео Словака у Војводини по насељима 2002. године
- Удео Румуна у Војводини по насељима 2002. године
- Удео Хрвата у Војводини по насељима 2002.
- Етнички састав становништва Војводине 2002. године - подаци по општинама
- Удео Срба у Војводини по општинама 2002. године
- Удео Мађара у Војводини по општинама 2002. године
- Насеља у Војводини са словачком, русинском и чешком апсолутном и релативном већином 2002. године
- Насеља у Војводини са црногорском, буњевачком и хрватском апсолутном и релативном већином 2002. године

#### Верски састав
| вероисповест  | број      | %     |
| укупно        | 2.031.992 | 100   |
| Православна   | 1.401.475 | 68,97 |
| Католичка     | 388.313   | 19,11 |
| Протестантска | 72.159    | 3,55  |
| Исламска      | 8.073     | 0,40  |
| Јудаистичка   | 329       | 0,02  |
| Неизјашњен    | 101.144   | 4,98  |
| Непознато     | 42.876    | 2,11  |

| Верске карте Војводине 2002. |             |           |               |               |
| Верски састав                | Православна | Католичка | Протестантска | Верски састав |
|                              |             |           |               |               |

#### Језички састав
- Језички састав становништва Војводине 2002. године - подаци по општинама

### Попис становништва 2011. године

#### Етнички састав
| народност             | број      | %     |
| укупно                | 1.931.809 | 100   |
| Срби                  | 1.289.635 | 66,76 |
| Мађари                | 251.136   | 13,00 |
| Словаци               | 50.321    | 2,60  |
| Хрвати                | 47.033    | 2,43  |
| Роми                  | 42.391    | 2,19  |
| Румуни                | 25.410    | 1,32  |
| Црногорци             | 22.141    | 1,15  |
| Буњевци               | 16.469    | 0,85  |
| Русини                | 13.928    | 0,72  |
| Југословени           | 12.176    | 0,63  |
| Македонци             | 10.392    | 0,54  |
| Украјинци             | 4.202     | 0,22  |
| Муслимани             | 3.360     | 0,17  |
| Немци                 | 3.272     | 0,17  |
| Албанци               | 2.251     | 0,12  |
| Словенци              | 1.815     | 0,09  |
| Бугари                | 1.489     | 0,08  |
| Горанци               | 1.179     | 0,06  |
| Руси                  | 1.173     | 0,06  |
| Бошњаци               | 780       | 0,04  |
| Власи                 | 170       | 0,01  |
| остали                | 6.710     | 0,35  |
| регионална припадност | 28.567    | 1,48  |
| неизјашњени           | 81.018    | 4,19  |
| непознато             | 14.791    | 0,77  |

- Етнички састав становништва Војводине 2011. године - подаци по насељима
- Етнички састав становништва Војводине 2011. године - подаци по општинама и градовима
- Етнички састав становништва Војводине 2011. године - подаци по општинама и градовима
- Проценат Срба 2011. године - подаци по општинама и градовима Војводине
- Проценат Мађара 2011. године - подаци по општинама и градовима Војводине
- Проценат Срба у Војводини према попису из 2011. године по насељима
- Проценат Мађара у Војводини 2011. године - подаци по насељима
- Проценат Румуна у Војводини 2011. године - по насељима
- Проценат Црногораца у Војводини 2011. године - по насељима
- Проценат Рома у Војводини према попису из 2011. године по насељима
- Проценат Хрвата у Војводини према попису из 2011. године по насељима
- Проценат Словака у Војводини према попису из 2011. године по насељима

#### Верски састав
Од укупно 1.931.809 становника:
- Православна 1 357 137 (70,25%)
- Католичка 336 691 (17,43%)
- Протестантска 64 029 (3,31%)
- Исламска 14 206 (0,74%)

- Проценат становништва Војводине према вероисповести 2011. године по насељима
- Верски састав становништва Војводине 2011. године - подаци по општинама и градовима
- Верски састав становништва Војводине 2011. године - подаци по општинама и градовима

#### Језички састав
- Проценат становништва Војводине према матерњем језику, по насељима, 2011. године
- Језички састав становништва Војводине 2011. године - подаци по општинама и градовима
- Језички састав становништва Војводине 2011. године - подаци по општинама и градовима

#### Насеља
- Већи градови у Војводини по попису из 2011. године.

### Попис становништва 2022. године[20]

#### Етнички састав
| Народност             | број      | %     |
| укупно                | 1.740.230 | 100   |
| Срби                  | 1.190.785 | 68,42 |
| Мађари                | 182.321   | 10,47 |
| Роми                  | 40.938    | 2,35  |
| Словаци               | 39.807    | 2,28  |
| Хрвати                | 32.684    | 1,87  |
| Румуни                | 19.595    | 1,12  |
| Југословени           | 12.438    | 0,71  |
| Црногорци             | 12.424    | 0,71  |
| Русини                | 11.207    | 0,64  |
| Буњевци               | 10.949    | 0,62  |
| Македонци             | 7.021     | 0,40  |
| Руси                  | 4.208     | 0,24  |
| Украјинци             | 3.133     | 0,17  |
| Муслимани             | 2.419     | 0,13  |
| Немци                 | 1.985     | 0,11  |
| Албанци               | 1.935     | 0,11  |
| Словенци              | 1.291     | 0,07  |
| Бугари                | 1.123     | 0,06  |
| Горанци               | 1.283     | 0,07  |
| Бошњаци               | 718       | 0,04  |
| Власи                 | 185       | 0,01  |
| Остали                | 8.024     | 0,46  |
| регионална припадност | 9.985     | 0,57  |
| неизјашњени           | 70.339    | 4,04  |
| непознато             | 73.433    | 4,21  |

#### Верски састав[21]
Од укупно 1.740.230 становника:
Православна 1.228.236 (70,57 %)
Католичка 243.587 (13,99 %)
Протестантска 47.568 (2,73 %)
Исламска 15.049 (0,86 %)

## Етничке групе Војводине
Војводина је позната по својој етничкој разноликости. Етничке групе Војводине набројане су следећим редом:

### Срби
Срби чине апсолутну етничку већину становништва Војводине. Према попису становништва из 2022. године, у Војводини је живело 1.190.785 Срба, и они су чинили 68,42% становништва овог региона. Срби су такође већинско становништво у већини војвођанских општина и већих градова. Од великих градова, Срби не чине већину становништва у Суботици, која има етнички мешано становништво, али је српски језик главни језик у Суботици. Срби чине већину становништва у следећим великим градовима Војводине: Новом Саду (78%), Сомбору (67%), Сремској Митровици (87%), Кикинди (76%), Зрењанину (74%), Панчеву (76%), Вршцу (73%), Руми (86%), Бачкој Паланци (78%), Инђији (84%), Кули (52%), Апатину (61%) и Темерину (64%). Остале општине у којима Срби чине већину становништва су: Нова Црња (70%), Нови Бечеј (69%), Сечањ (69%), Житиште (60%), Нови Кнежевац (59%), Алибунар (56%), Бела Црква (74%), Ковин (75%), Опово (86%), Пландиште (54%), Оџаци (82%), Беочин (68%), Србобран (67%), Сремски Карловци (76%), Тител (85%), Жабаљ (86%), Ириг (82%), Пећинци (92%), Стара Пазова (81%) и Шид (77%). Срби такође представљају најбројнију етничку групу у етнички мешовитим општинама Врбас (48%) и Бач (46%). Српски језик је један од шест службених језика Војводине, а то је такође и главни језик који се говори у овој покрајини.
- Удео Срба у Војводини по насељима 2002. године
- Проценат Срба у Војводини према попису становништва из 2011. године по насељима
- Удео Срба у Војводини по општинама 2002. године
- Удео Срба у Војводини по општинама и градовима 2011. године

### Мађари
Мађари углавном живе у северном делу Војводине (највише у северној Бачкој). Они чине већинско становништво у шест војвођанских општина: Кањижи (86%), Сенти (81%), Ади (77%), Бачкој Тополи (59%), Малом Иђошу (56%) и Чоки (52%). Скореновац је најјужније место у Србији са већинским мађарским становништвом, Секељима. Мађари такође представљају најбројнију етничку групу у етнички мешовитим општинама Бечеј (49%) и Суботица (38%). Око 60% војвођанских Мађара живи на подручју ових осам општина. Према попису из 2022, у Војводини укупно има 182.321 Мађара. Они чине 10,47% становништва покрајине и друга су етничка група по бројности. Мађарски језик је један од шест службених језика Војводине.
- Удео Мађара у Војводини по насељима 2002. године
- Проценат Мађара у Војводини према попису из 2011. године по насељима
- Удео Мађара у Војводини по општинама 2002. године
- Удео Мађара у Војводини по општинама и градовима 2011. године

### Словаци
Словаци су трећа по бројности етничка група у Војводини и чине већину становништва у општини Бачки Петровац (65%), а такође представљају најбројнију етничку групу у етнички мешовитој општини Ковачица (41%). У Војводини према попису из 2022, живи 39.807 Словака и они чине 2,28% становништва покрајине. Словачки језик је један од шест службених језика Војводине.
- Удео Словака у Војводини по насељима 2002. године
- Проценат Словака у Војводини према попису из 2011. године по насељима

### Хрвати
У Војводини према попису из 2022, живи 32.684 Хрвата и они чине 1,87 % становништва покрајине. Хрватски језик је један од шест службених језика Војводине.
- Удео Хрвата у Војводини по насељима 2011. године

### Југословени
У Војводини према попису из 2022 живи 12.438 етничких Југословена, који чине 0,71 % становништва покрајине. Углавном говоре српским језиком.

### Црногорци
У Војводини, према попису из 2022, живи 12.424 етничких Црногораца, који они чине 0,71 % становништва покрајине. Углавном говоре српским језиком.
- Проценат етничких Црногораца у Војводини према попису из 2011. године, по насељима

### Румуни
У Војводини живи, према пописи из 2022, 19.595 Румуна и они чине 1,12% становништва покрајине. Румунски језик је један од шест службених језика Војводине.
- Удео Румуна у Војводини по насељима 2002. године
- Проценат Румуна у Војводини према попису из 2011. године по насељима

### Роми
У Војводини, према попису из 2022, живи 40.938 Рома и они чине 2,35% становништва покрајине. Ромски језик није службен у Војводини, али се на овом језику емитује ТВ програм, а издају се и друге публикације.
- Проценат Рома у Војводини према попису из 2011. године по насељима

### Буњевци
Буњевци су етничка група која углавном живи на северу Војводине. У Војводини, према попису из 2022,  живи 10.949 Буњеваца. Буњевци говоре икавским и екавским дијалектом српског језика.

### Русини
Према попису из 2022. године, у Војводини живи 11.207 припадника русинског народа, а русински језик је један од шест службених језика у покрајини. Досељавање Русина на подручје данашње Војводине започело је средином 18. века, за време хабзбуршке власти. Војвођански Русини су већим делом гркокатоличке вероисповести (75%), а мањим делом су православци (18%). Русини у Србији говоре панонским наречјем русинског језика и користе русинску ћирилицу. Русински језик спада у групу источнословенских језика. Војвођански Русини имају неколико мањинских установа и организација, међу којима су: Национални савет русинске националне мањине, Завод за културу војвођанских Русина, Друштво за русински језик, књижевност и културу и Матица русинска.

### Македонци
У Војводини, према попису из 2022, живи 7.021 етничких Македонаца и они углавном говоре македонски језик. Места у којима чине значајну етничку мањину су места Пландиште, Глогоњ, Дужине, Качарево и Јабука (Панчево) која се са 32,54% Македонаца сматра важним упориштем Македонаца у Војводини. Македонски језик је један од службених језика у местима Јабука (Панчево), Дужине и Пландиште.

### Украјинци
У Војводини, према попису из 2022, живи 3.133 етничких Украјинаца и они углавном говоре украјинским језиком.

### Муслимани
У Војводини, према попису из 2022, живи 2.419 етничких Муслимана и они углавном говоре српским језиком. Према попису становништва из 2002. године, у Србији је живело 19.503 етничких Муслимана, од којих је 15.869 живело у Централној Србији, а 3.634 у Војводини.

### Немци
У Војводини, према попису из 2022, живи 1.985 етничких Немаца и они углавном говоре немачки језик. Немачко становништво у Војводини је раније било бројније (око 350.000 пре Другог светског рата), али се већина Немаца иселила у Немачку после Другог светског рата.

### Словенци
У Војводини, према попису из 2022, живи 1.291 Словенаца и они углавном говоре словеначки језик.

### Албанци
У Војводини, према попису из 2022, живи 1.935 Албанаца и они углавном говоре албански језик.

### Бугари
У Војводини живи 1.658 Бугара и они углавном говоре бугарски језик.

### Чеси
У Војводини живи 1.648 Чеха и они углавном говоре чешки језик.

### Руси
У Војводини живи 940 Руса и они углавном говоре руски језик.

### Горанци
У Војводини живи 606 Горанаца и они углавном говоре српски језик. Етнички Горанци углавном живе на Косову и Метохији.

### Бошњаци
У Војводини живи 417 Бошњака и они углавном говоре бошњачки језик.

### Власи
У Војводини живи 101 етнички Влах. Власи углавном живе у Централној Србији и говоре влашки језик.

### Шокци
Шокци су мала етничка група, која углавном живи у Војводини. У Србији живи 1.864 Шокаца и они углавном говоре српски језик. У прошлости је шокачко становништво било бројније (преко 20.000 у 19. веку).

### Јевреји
Према попису становништва из 2002. године, у Новом Саду је живело 206 етничких Јевреја. У прошлости је јеврејско становништво Војводине било бројније (око 19.000 пре Другог светског рата), али је највећи број њих убијен за време фашистичке окупације у Другом светском рату. Војвођански Јевреји су углавном говорили Јидиш језиком.

### Ашкалије
Према попису становништва из 2002. године, у Новом Саду је живело 287 етничких Ашкалија. Ашкалије су раније сматрани делом ромског народа, али су сада признати као посебна етничка заједница. Ашкалије углавном живе на Косову и Метохији и говоре албански језик. Потомци су албанизованих косовских Рома, а тврде да су њихови преци на Балкан дошли из Палестине (њихово име је настало од имена града Ашкелон у данашњем Израелу).

### Египћани
Према попису становништва из 2002. године, у Новом Саду је живело 201 етничких Египћана. Египћани су раније сматрани делом ромског народа, али су сада признати као посебна етничка заједница. Египћани углавном живе на Косову и Метохији и говоре албански језик. Потомци су албанизованих косовских Рома, а тврде да су њихови преци на Балкан дошли из Египта.

### Грци
Према попису становништва из 2002. године, у Новом Саду је живео 191 етнички Грк.

### Пољаци
Према попису становништва из 2002. године, у Новом Саду је живело 103 етничка Пољака.

### Кинези
Према попису становништва из 2002. године, у Новом Саду је званично живело само 27 етничких Кинеза, али је стварно присуство ове етничке заједнице знатно веће. Иако су Кинези скорашњи досељеници у Војводину, у Новом Саду, а и другим градовима покрајине, има много кинеских продавница и ресторана.

## Карте
- Етнички састав Војводине по насељима 2002. године
- Етнички састав Војводине по насељима 2002. године
- Етнички састав Војводине 2002. године - подаци по насељима
- Етнички састав Војводине 2002. године - подаци по општинама
- Етнички састав Војводине 2011. године - подаци по општинама и градовима
- Насеља у Војводини са словачком, русинском и чешком апсолутном и релативном већином 2002. године
- Насеља у Војводини са црногорском, буњевачком и хрватском апсолутном и релативном већином 2002. године